# سان كويريكو سافاخا
بلدية سانت كيرزي سافاجا (بالكاتالانية: Sant Quirze Safaja) هي إحدى بلديات مقاطعة برشلونة, والتي تقع في منطقة كاتالونيا، شرق إسبانيا.
يبلغ عدد سكانها 629 نسمة وفقاً لإحصائية سنة (2007).